# منتخب جزر العذراء البريطانية لكرة القاعدة
منتخب جزر العذراء البريطانية لكرة القاعدة (بالإنكليزية: British Virgin Islands national football team) وهو المنتخب الوطني في جزر العذراء البريطانية ويديره اتحاد الجزر العذراء البريطانية لكرة القدم. لم يسبق له التأهل إلى بطولة بطولة كأس العالم لكرة القدم. يعتبر من أضع ممثل جزر العذراء البريطانية الرسمي في المنافسات الدولية في كرة القاعدة.